# Management
Management är konsten och vetenskapen att hantera och styra resurser gällande en juridisk person, oavsett om det är inom den privata sektorn eller offentliga sektorn. Direktöversatt från engelska betyder det närmast ledning, förvaltning, eller hantering.
Management kan sammanfattas som: Att sätta strategin för en organisation och samordna insatserna från dess anställda för att uppnå sina mål genom att använda tillgängliga resurser, såsom finansiella, naturliga, tekniska och mänskliga resurser.
I akademiskt avseende är management tvärvetenskapligt och förknippas bland annat med byråkrati, PR och försäljning, kunskapsutveckling, företagsstrategier, affärsutveckling, produktutveckling, kapital och resursförvaltning, kvalitetssäkring samt personalfrågor. Många termer är engelska lånord, till exempel outsourcing, benchmarking, portfolio och business intelligence.
Inom Försvarsmakten är management ett samlingsbegrepp för verksamhet till stöd för myndighetsutövning i en organisation, det vill säga det som ger struktur för organisationsledning. Exempel är bland annat verksamhetsledning, ekonomistyrning, HR, miljö och förvaltning.